# Vilain Pingouin
Vilain Pingouin – kanadyjski zespół z Quebec. Składa się z muzyków francuskich.

## Skład
- Rudy Caya (śpiew, gitara, autor tekstów)
- Frédérique Bonicard (gitara basowa)
- Rodolph Fortier (Gitara)
- Michel Vaillancourt (perkusja)
- Claude Sampson (mandolina, harfa, gitara)

## Dyskografia
- Vilain Pingouin (1990)
- Roche et Roule  (1992)
- Y'é Quelle Heure(1998)
- Jeu de Main     (2003)